# Hoplotarache sordescens
Hoplotarache sordescens är en fjärilsart som beskrevs av Otto Staudinger 1894. Hoplotarache sordescens ingår i släktet Hoplotarache och familjen nattflyn. Inga underarter finns listade i Catalogue of Life.